# Krzysztof Bidziński
Krzysztof Bidziński (zm. w 1720 roku) – kantor krakowskiej kapituły katedralnej w latach 1717–1720, prepozyt kapituły kolegiackiej lubelskiej w latach 1713–1714, kanonik sandomierskiej kapituły kolegiackiej prebendy Dziewkowskiej w latach 1694–1703.